# Округ Кларк (Мисисипи)
Округ Кларк (енгл. Clarke County) је округ у америчкој савезној држави Мисисипи.

## Демографија
По попису из 2010. године број становника је 16.732, што је 1.223 (-6,8%) становника мање него 2000. године.
| Група             | 2000.          | 2010.          |
| Белци             | 11.518 (64,1%) | 10.674 (63,8%) |
| Афроамериканци    | 6.251 (34,8%)  | 5.759 (34,4%)  |
| Азијати           | 19 (0,1%)      | 29 (0,2%)      |
| Хиспаноамериканци | 120 (0,7%)     | 132 (0,8%)     |
| Укупно            | 17.955         | 16.732         |